# Pailly (Szwajcaria)
Pailly – miejscowość i gmina (commune) w zachodniej Szwajcarii, w kantonie Vaud, w okręgu (district) Gros-de-Vaud.

## Demografia
W Pailly mieszka 99 osób. W 2021 roku 13,8% populacji gminy stanowiły osoby urodzone poza Szwajcarią. 